# Maniacs of Noise
Maniacs of Noise — компания, основанная в 1987 году и базирующаяся в Нидерландах. 
Основная деятельность — музыка и звуковое оформление для компьютерных и онлайн-игр, веб-сайтов, создание демок, трейлеров и 3D-анимации к фильмам.

## История
Компания была основана в 1987 году Йеруном Телем и Чарльзом Диненом. Первой игрой, над которой они работали в музыкальном плане, является игра «Zamzara», выпущенная в 1988 году для Commodore 64. В 1991 году Динен покидает компанию, однако Тель сохраняет название компании и начинает нанимать других людей. В последующие годы они продолжают писать музыку для видеоигр и для промо-сайтов некоторых голливудских фильмов. В 2012 году они начинают сотрудничать с EA Games для создания музыки к различным видеоиграм.

## Работы
Список некоторых игр, к которым Maniacs of Noise написала музыку и звуки:
- 2400 A.D.
- Abyss
- BreakQuest
- EA Sports
- Golden Axe
- Lemmings
- Robocop 3
- Red Out Racer